# Стара Олександрівка
Стара Олекса́ндрівка — село в Україні, у Пулинській селищній територіальній громаді Житомирського району Житомирської області. Населення становить 470 осіб (2001).

## Історія
У 1906 році — колонія Пулинської волості Житомирського повіту Волинської губернії. Відстань до повітового міста 25 верст, від волості 10. Дворів 58, мешканців 419.
У 1923—54 роках — адміністративний центр колишньої Старо-Олександрівської сільської ради Червоноармійського району.